# Félix Triñanes
Félix Triñanes (Buenos Aires, Argentina, 3 de mayo de 2004) es un futbolista profesional argentino que se desempeña como mediocampista y actualmente milita en Cobresal de la Primera División de Chile.

## Trayectoria
Nacido en Buenos Aires, se unió a las divisiones inferiores de Banfield, en donde llegó hasta la Cuarta División.
El 4 de octubre de 2024 es anunciado como nuevo refuerzo de Deportes Temuco de la Primera B de Chile, junto a su compatriota Gabriel Degenhardt. Tras jugar el resto de 2024 con la proyección, debutó en el primer equipo temuquense el 2 de febrero de 2025, en partido válido por la Copa Chile 2025 ante O'Higgins, con empate a 1 gol.
El 20 de febrero de 2025, es anunciada su cesión a Cobresal de la Primera División de Chile, por toda la temporada 2025.

## Clubes
| Club                    | Div.                | Temporada           | Liga  | Liga  | Copas nacionales | Copas nacionales | Torneos internacionales | Torneos internacionales | Total | Total |
| Club                    | Div.                | Temporada           | Part. | Goles | Part.            | Goles            | Part.                   | Goles                   | Part. | Goles |
| ----------------------- | ------------------- | ------------------- | ----- | ----- | ---------------- | ---------------- | ----------------------- | ----------------------- | ----- | ----- |
| Deportes Temuco · Chile | 2.ª                 | 2025                | —     | —     | 1                | 0                | —                       | —                       | 1     | 0     |
| Deportes Temuco · Chile | Total club          | Total club          | 0     | 0     | 1                | 0                | 0                       | 0                       | 1     | 0     |
| Cobresal · Chile        | 1.ª                 | 2025                | 0     | 0     | 0                | 0                | —                       | —                       | 0     | 0     |
| Cobresal · Chile        | Total club          | Total club          | 0     | 0     | 0                | 0                | 0                       | 0                       | 0     | 0     |
| Total en su carrera     | Total en su carrera | Total en su carrera | 0     | 0     | 1                | 0                | 0                       | 0                       | 1     | 0     |
| 1. 2. 3.                |                     |                     |       |       |                  |                  |                         |                         |       |       |